# Ptolémée Ier
Pour les articles homonymes, voir Ptolémée (homonymie).
Ptolémée Ier Sôter, le « Sauveur » (en grec ancien Πτολεμαῖος Σωτήρ / Ptolemaîos Sōtḗr), né vers 367 et mort en 283 av. J.-C., est un général macédonien d'Alexandre le Grand et l'un des principaux Diadoques. Désigné satrape d'Égypte au partage de l'empire d'Alexandre en 323, il prend part aux guerres des Diadoques en s'opposant essentiellement à Antigone le Borgne et à son fils Démétrios Poliorcète. Il est le fondateur de la dynastie lagide (du nom de son père Lagos) qui règne sur l'Égypte jusqu'à la conquête romaine en 30 av. J.-C. Il se fait proclamer roi (basileus) – et non pharaon – en 305.
Manifestant la volonté d'établir une thalassocratie, il étend sa domination sur les rives d'Anatolie ainsi que sur des îles en mer Égée et en Méditerranée orientale, dont Chypre. Mais il échoue à s'implanter durablement en Grèce continentale ; il parvient cependant à établir un glacis stratégique en Cœlé-Syrie. Roi bâtisseur et stratège prudent, il est considéré par les historiens modernes comme l'un des plus grands souverains du début de l'époque hellénistique.
Il est l'auteur de Mémoires, aujourd'hui disparus, qui servent de source principale à Arrien pour l'Anabase et à Plutarque pour la Vie d'Alexandre.

## Carrière durant le règne d'Alexandre
Ptolémée est né en Éordée en Macédoine vers 367 av. J.-C. Fils déclaré légitime de Lagos, il pourrait être selon Pausanias, un enfant bâtard de Philippe II ; Lagos n'aurait fait qu'assumer la paternité pour son roi. Ami d'enfance d'Alexandre, il fait partie en 337 de ceux que Philippe II exile à la suite du mariage avorté entre la fille de Pixodaros, satrape de Carie, et Arrhidée, tels Néarque ou Harpale.
Les Mémoires de Ptolémée étant la source principale de l'Anabase, il est mentionné très souvent par Arrien comme témoin oculaire des événements. La fiabilité des informations fournies à son sujet ne semble néanmoins pas devoir être remise en cause.
Ptolémée participe probablement aux campagnes contre les Triballes menées par Alexandre en 335. Il prend part aux premières grandes batailles en Asie. À Issos en 333, il se lance à la poursuite des troupes perses en fuite conduites par Darius III. Il accompagne Alexandre lors de son pèlerinage à l'oasis de Siwa en Égypte. Il prend une part active à la bataille des Portes persiques en 330. Il soutient Alexandre lors de la conjuration de Philotas prouvant sa loyauté envers le souverain.
Il obtient son premier véritable commandement indépendant lors de la campagne contre Bessos, le satrape autoproclamé roi de Perse, qu'il parvient à capturer en 329. La campagne indienne d'Alexandre accentue son ascension, autant du fait de sa valeur militaire que de sa loyauté à l'égard d'Alexandre. Il est l'un des sept sômatophylaques (gardes du corps) d'Alexandre à la fin de son règne entre 328 et 323. Il commande 3 000 Hypaspistes et le bataillon des peltastes agrianes lors de l'assaut contre Sangala dans la région du fleuve Hydraotès, puis participe activement à la bataille de l'Hydaspe en 326. Durant l'expédition de retour dans la vallée de l'Indus, il commande l'arrière-garde. Lors des noces de Suse célébrées en 324, il épouse Artacama, une des filles du satrape Artabaze.
Au fil de la conquête, il compte parmi les hommes de confiance d'Alexandre avec notamment Héphaistion, Cratère et Perdiccas. Aux accords de Babylone qui suivent la mort d'Alexandre en juin 323, il reçoit la satrapie d'Égypte au nom des rois Philippe III et Alexandre IV. Lors de ce conseil de succession, Ptolémée aurait proposé que les délibérations soient conduites autour du trône et des attributs royaux d’Alexandre,.

## Satrape d'Égypte

### Ptolémée face à Perdiccas
Dès 323 av. J.-C., Ptolémée s'oppose à l'autorité de Perdiccas, le chiliarque de l'empire. Au mépris des accords de Babylone, il s'empare de la Cyrénaïque, en y plaçant Ophellas comme gouverneur, tout en garantissant aux cités grecques du pays une indépendance sous sa tutelle. Il noue par ailleurs relation avec des roitelets de Chypre. Surtout il fait exécuter Cléomène de Naucratis, l'administrateur grec de Basse-Égypte, sous le prétexte d'un enrichissement personnel et prend possession de ses trésors. Enfin vers 322, il est censé avoir « détourné » le convoi funéraire qui doit conduire la dépouille d'Alexandre de Babylone, vraisemblablement jusqu'en Macédoine,. Il faut bien saisir toute la portée symbolique de ce geste ; pour autant les historiens modernes ne s'accordent pas tous sur sa réalité, sachant que les sources antiques ne sont guère précises au sujet du lieu où doit être ensevelie la dépouille d'Alexandre. Peut-être les Diadoques ont-ils tacitement convenu que la dépouille d'Alexandre serait moins dangereuse à Memphis qu'en Macédoine ?
La réaction de Perdiccas est immédiate. Début 321, il s'avance avec son armée vers l'Égypte tandis qu'Eumène de Cardia est chargé de lutter en Asie Mineure contre la coalition formée par Antipater, Cratère et Antigone. Mais Perdiccas ne parvient pas à envahir l'Égypte dont la frontière orientale est bien défendue. Il échoue à faire passer le Nil à ses troupes devant Péluse : cet échec entraîne son assassinat par ses officiers, dont Séleucos.

### Ptolémée face à Antigone

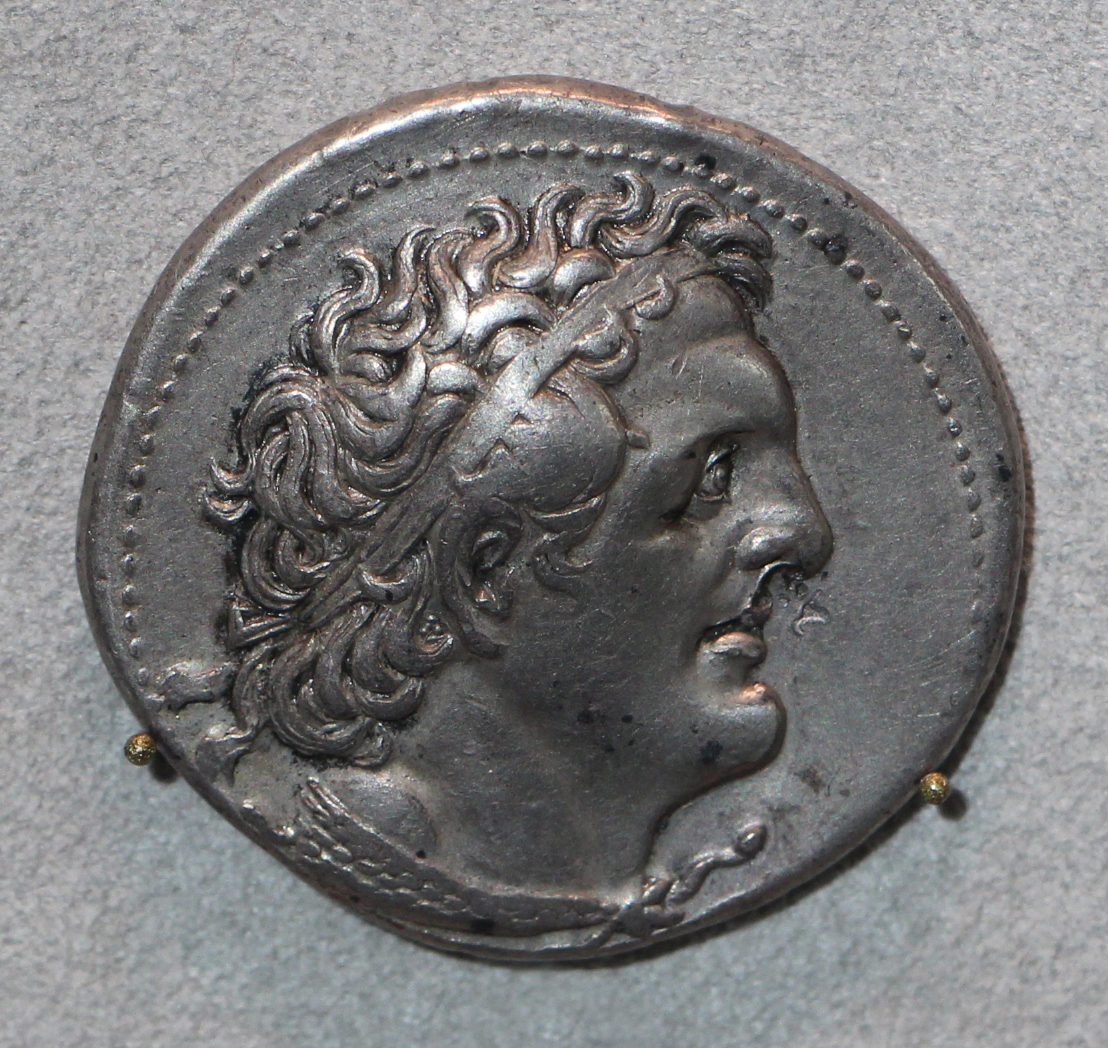
Octodrachme à l'effigie de Ptolémée.

Après l'assassinat de Perdiccas par son état-major, Ptolémée refuse prudemment la régence de l'empire, marquant une volonté d'indépendance. Entre 319 et 318 av. J.-C., il s'empare de la satrapie de Syrie-Phénicie (future Cœlé-Syrie) aux dépens de Laomédon de Mytilène, en envoyant un général nommé Nicanor puis se retire face aux avancées successives d'Eumène de Cardia et d'Antigone. Il se rapproche ensuite de Cassandre, rival d'Antigone. Après la proclamation par Antigone de la liberté des cités grecques en 315, Ptolémée réplique en garantissant les mêmes droits. En 312, il reprend l'offensive en mer Égée avec l'aide de Séleucos, son hôte depuis 316, puis défait Démétrios, fils d'Antigone, à la bataille de Gaza. En 311, une trêve est conclue entre les principaux belligérants (excepté Séleucos) : Ptolémée se réconcilie temporairement avec Antigone même s'il n'a pas renoncé à ses prétentions en Syrie et en Phénicie. À cette date, il a placé Chypre complètement sous sa tutelle en éliminant les souverains à la loyauté douteuse. Il place à la tête de l'île le roi de Salamine, Nicocréon. À sa mort en 310, il désigne comme gouverneur son propre frère Ménélaos. Chypre lui fournit non seulement une situation stratégique face à la Syrie, mais elle est aussi riche de ses mines de cuivre et du bois pour la construction navale. Il est enfin probable qu'il ait établi une alliance avec Rhodes, alliance attestée en 306. Ptolémée tient donc les deux principales bases maritimes en Méditerranée orientale, qui plus est voisines des possessions antigonides.
La clause du traité de 311 garantissant la liberté des cités grecques sert de prétexte à Ptolémée pour reprendre les hostilités contre Antigone car celui-ci a installé des garnisons dans plusieurs îles égéennes. Entre 310 et 309, Ptolémée mène une campagne victorieuse en Cilicie et dans la Mer Égée depuis Cos, son quartier général. La réaction d'Antigone est immédiate et Démétrios reprend l'initiative en Asie Mineure. Le neveu d'Antigone, Polémée, cherche à entrer en pourparlers avec le Lagide mais celui-ci le fait exécuter et conclut une entente avec Démétrios dirigée contre Cassandre qui menace la Grèce. En reconnaissance il obtient la mainmise sur les places enlevées en Asie Mineure. Dans le même temps, Ophellas, le gouverneur de Cyrénaïque, manifeste des velléités d'indépendance en s'alliant avec Agathocle de Syracuse contre Carthage, expliquant que Ptolémée ait besoin de faire la paix au plus vite.
En 308, Ptolémée, qui se présente comme le « libérateur de la Grèce », mène campagne en Grèce continentale contre les possessions de Cassandre après avoir débarqué dans le Péloponnèse. Il semble avoir eu le dessein de constituer une confédération de cités, mais son appel rencontre peu de succès. Il conclut la paix avec Cassandre, rassuré sur ses intentions, et laisse des garnisons dans plusieurs places fortes (dont Corinthe, Sicyone et Mégare), tandis que Démétrios occupe Athènes.
Dès 306, le conflit reprend avec Antigone, pas seulement pour Chypre ou la Syrie, mais bien pour la suprématie générale. Ptolémée subit au large de Salamine de Chypre une cuisante défaite navale face à Démétrios et abandonne pour dix ans le contrôle de l'île. Antigone veut profiter de ce succès et couvrir une prochaine offensive contre Cassandre en lançant une expédition navale et terrestre contre l'Égypte mais l'échec est complet. Il décide alors de se tourner vers le dernier obstacle en vue de l'hégémonie en mer Égée : Rhodes, cité souveraine mais proche des intérêts lagide. Il ordonne à Démétrios d'entreprendre en 305, le siège de Rhodes, la cité étant ravitaillée par la flotte de Ptolémée. Au terme d'un an de siège, Antigone doit par un traité reconnaître la liberté de la cité. Ptolémée reçoit l'épithète de « Sôter » (Σωτήρ, « Sauveur ») de la part des Rhodiens auxquels il a porté secours. Ce succès compense en partie la perte de Chypre.

## Roi d'Égypte

Les royaumes des Diadoques en 301 av. J.-C.

### Les ambitions de Ptolémée

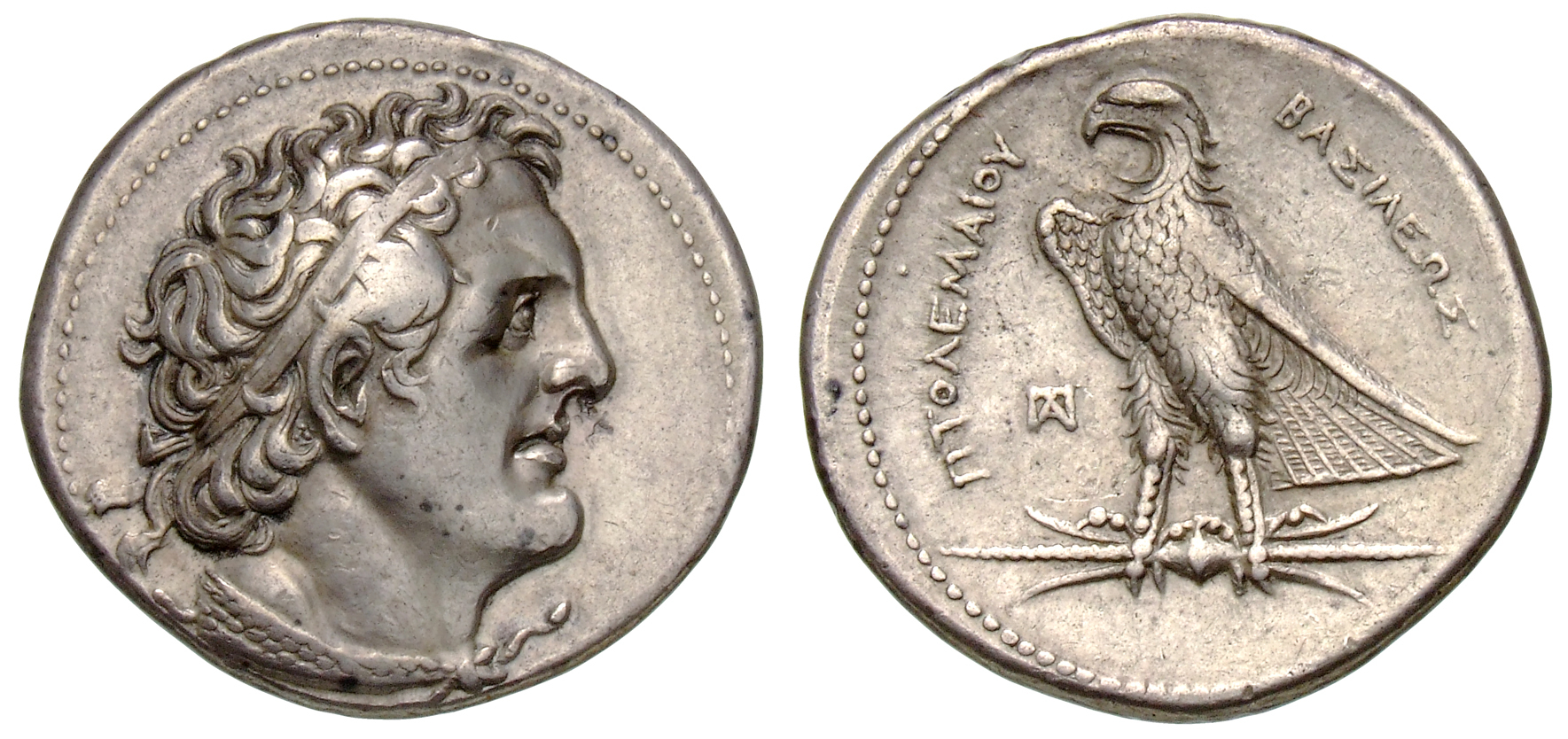
Monnaie à l'effigie de Ptolémée portant le diadème royal, avec au revers un aigle et l'inscription du « roi Ptolémée ».

Ptolémée se fait proclamer roi (basileus) d'Égypte en 305 av. J.-C., en réaction à la proclamation royale d'Antigone après sa victoire à Salamine de Chypre et à la fin de la dynastie des Argéades. Ptolémée succède ainsi au défunt Alexandre IV, dernier légitime souverain d'Égypte. Au contraire d'Antigone, il ne manifeste pas d'ambition impériale sur l'Europe et l'Asie ; il entend d'abord montrer sa souveraineté sur l'Égypte à l'intention des colons macédoniens car le titre de basileus n'a aucune signification pour un indigène égyptien. Ptolémée n'a pas reçu le titre de pharaon, aucune source antique ne le mentionne en tout cas explicitement. Il a tout de même maintenu la fiction du règne pharaonique d'Alexandre. Son fils Ptolémée II serait bien le premier souverain lagide (ou ptolémaïque) à se faire couronner comme pharaon par les prêtres égyptiens. Une inscription du temple d'Edfou indique qu'Horus a livré à Ptolémée II la terre d’Égypte avec ses titres de propriété rédigés par le greffier divin Thot. Cette proclamation royale répond donc à des impératifs extérieurs, s'agissant de contrer les prétentions d'Antigone à la « monarchie universelle ». Les autres Diadoques, Séleucos, Cassandre et Lysimaque, réagissent en adoptant les uns après les autres le titre royal. Il s'agit pour eux non seulement de s'opposer à Antigone mais aussi d'assurer la légitimité de leur pouvoir. La prise du titre royal ne vise que les Macédoniens et les Grecs ; en effet, les Diadoques se comportent comme des souverains des populations non grecques dès l'origine de leur prise effective du pouvoir. Ces proclamations entraînent le démembrement définitif de l'empire d'Alexandre.
En 302, Ptolémée se joint à l'alliance réunissant Cassandre, Séleucos, Lysimaque contre Antigone qui cherche la domination impériale en Grèce comme en Asie. Ptolémée, stratège prudent, montre peu d'empressement à combattre et ses troupes n'opèrent pas de jonction avec les coalisés. Il se contente d'occuper, une nouvelle fois, la Cœlé-Syrie avec probablement l'ambition d'occuper par la suite toute la Syrie-Phénicie.
Après la bataille d'Ipsos en 301 qui voit la mort d'Antigone, les alliés refusent, sous l'impulsion de Séleucos, de lui remettre de façon définitive la Cœlé-Syrie, dès lors enjeu d'une intense rivalité entre Lagides et Séleucides au travers des six guerres de Syrie. Grâce à sa puissante flotte, il conquiert définitivement Chypre aux dépens de Démétrios en 295. Ses successeurs ont dès lors l'ambition de contrôler la mer Égée et la Méditerranée orientale à travers l'établissement d'une thalassocratie.
À sa mort, Ptolémée laisse un État florissant. Son fils Ptolémée II Philadelphe, associé au trône depuis 285, lui succède en 283. C'est à l'occasion de son enterrement que le corps d'Alexandre est rapatrié de Memphis à Alexandrie où la construction du tombeau a été achevée.

### Roi fondateur

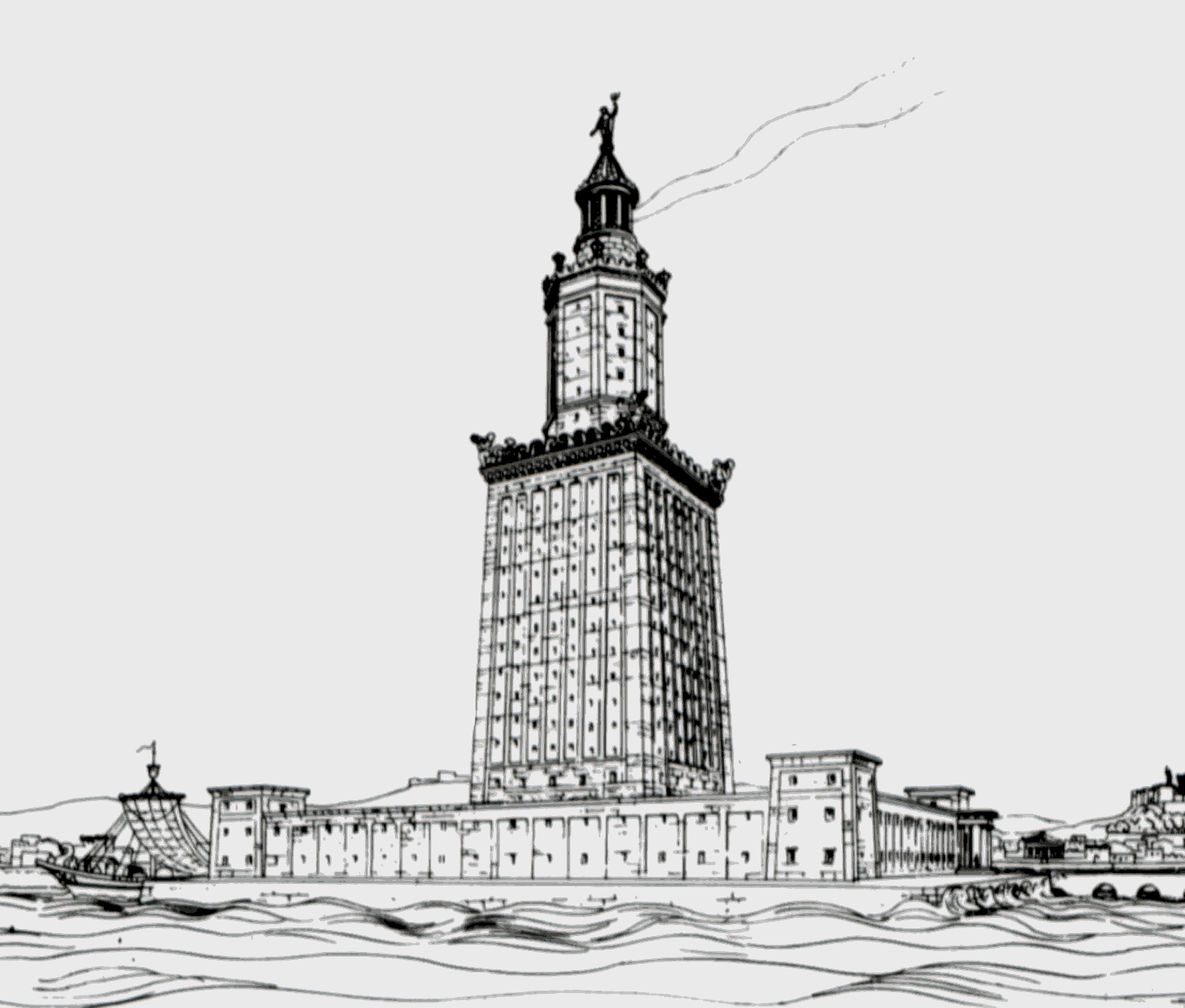
Représentation du phare d'Alexandrie par l'archéologue H. Thiersch (1909).

Ptolémée est le grand bâtisseur d'Alexandrie dont il fait sa capitale. Vers 297 av. J.-C., débute la construction du phare d'Alexandrie qu'il fait relier à la terre. À partir de 288, il fait ériger la bibliothèque d'Alexandrie, intégrée au Mouseîon, le temple des Muses, comprenant l'université (une des premières de l'histoire) et une académie où se retrouvent les poètes, scientifiques et artistes invités par les Lagides. Il fonde par ailleurs une colonie de vétérans à Ptolémaïs, au sud de Memphis.
Ptolémée accueille à sa cour des historiens, tels que Clitarque, afin de glorifier la mémoire d'Alexandre le Grand et d'asseoir son prestige. C'est à sa demande que le prêtre Manéthon rédige en grec une Histoire de l'Égypte recensant le nom des pharaons. Il met en place une administration efficace combinant le rationalisme grec et la tradition égyptienne. Enfin, Ptolémée fait restituer au clergé égyptien les statues des dieux, le mobilier et les livres précédemment volés dans les temples par Xerxès Ier et récupérés depuis la conquête macédonienne. Pour marquer son appartenance aux coutumes égyptiennes, il fait célébrer sa fête-Sed et lance un programme de restauration et de constructions de temples de tradition égyptienne[réf. nécessaire].
Ptolémée a initié un culte divin à Alexandre. Il s'agit pour lui de capter à son profit l'héritage héroïque du conquérant et de consolider sa dynastie. Il convient néanmoins de distinguer un culte municipal, rendu à Alexandrie en l'honneur de la fondation de la ville, et un culte d'État, honorant Alexandre dans tout le royaume ptolémaïque, attesté à partir de 311. Ptolémée est aussi à l'origine de l'instauration du culte de Sarapis, divinité syncrétique rassemblant des traits de Zeus, d'Hadès, d'Asclépios, d'Apis et d'Osiris. Il fait donc le choix d'un culte égyptien pouvant être adopté par les Gréco-Macédoniens. De Memphis, ce culte aurait été transféré à Alexandrie par Ptolémée lui-même ou son fils Ptolémée II.
Ptolémée apporte son soutien au grand mathématicien Euclide qu'il fait venir au mouseîon d'Alexandrie. Mais il juge néanmoins les Éléments d'Euclide comme trop difficiles à étudier ; de fait il lui demande s'il n'y a pas une voie plus facile pour accéder à son œuvre. Euclide aurait répondu en plaisantant : « Sire, il n'y a pas de voie royale vers la géométrie ».

## LesMémoiresde Ptolémée

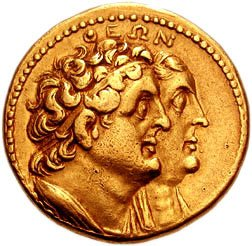
Octodrachme à l'effigie de Ptolémée et Bérénice.

Vers 285 av. J.-C., Ptolémée publie ses Mémoires, aujourd'hui perdus, où il narre avec précision les campagnes militaires menées par Alexandre le Grand. Ses Mémoires, bien que forcément partiaux, ainsi que ceux rédigés par Aristobule, inspirent l'Anabase d'Arrien qui offre le plus fiable des récits antiques (conservés à nos jours) de la conquête macédonienne. Arrien considère Ptolémée comme un témoin digne de foi puisqu'il a non seulement pris part à l’expédition, mais que, roi lui-même, il lui serait déshonorant de mentir ; en outre, Ptolémée ayant transmis ses Mémoires longtemps après la mort d’Alexandre, déformer les faits ne représente pas pour lui une nécessité.
Les Mémoires de Ptolémée sont aussi l'une des sources principales de Plutarque dans la Vie d'Alexandre. Ils représentent finalement, via Arrien et Plutarque, une tradition historique différente de celle issue de Clitarque que Diodore de Sicile, Quinte-Curce et Trogue Pompée (auteurs de la Vulgate d'Alexandre) ont aussi largement consultée.

## Généalogie
Ptolémée a eu trois enfants avec l'hétaïre Thaïs : deux fils, Lagos et Léonticos ainsi qu'une fille Irène, qui épouse le roi de Chypre Eunostos de Soles. Les enfants seraient nés avant son installation en Égypte. Il aurait fini par l'épouser selon Athénée. Ptolémée a eu trois autres épouses :
- Artacama, fille du satrape Artabaze, épousée sur ordre d'Alexandre lors des noces de Suse en 324 ;
- Eurydice, fille d'Antipater, épousée en 321, dont il a trois fils : Ptolémée Kéraunos (surnommé « la Foudre » à cause de son caractère violent), Méléagre et Argées, et deux filles : Ptolémaïs et Lysandra ;
- Bérénice (future Bérénice Ire), une suivante d'Eurydice, épousée entre 316 et 310, dont il a trois enfants : un fils, son successeur Ptolémée II, et deux filles, Arsinoé et Philatéra[37].

## Iconographie

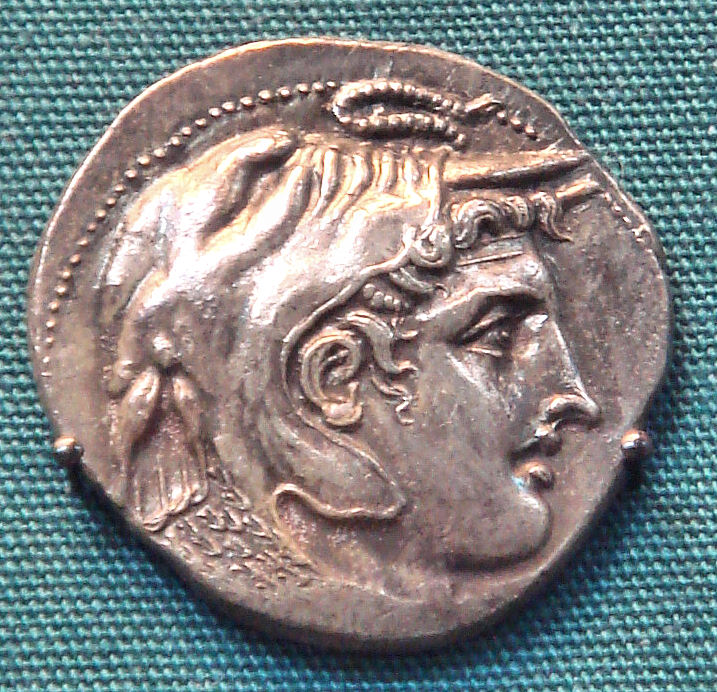
Pièce de l'époque ptolémaïque qui représente Alexandre portant le scalp d'un éléphant sur sa tête, autre symbole de sa conquête de l'Inde.
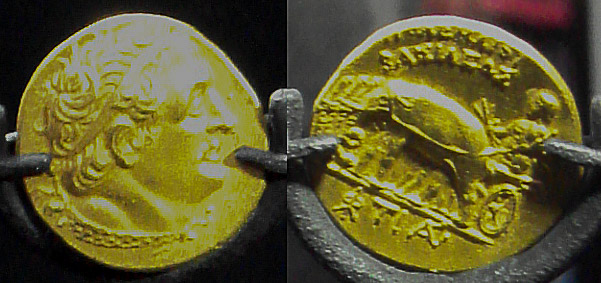
Une rare pièce de Ptolémée Ier, un rappel de ses campagnes victorieuses avec Alexandre.Envers : Ptolémée de profil au début de son règne.Revers : un Alexandre triomphant conduisant un char tiré par des éléphants, en référence à ses victoires en Inde.
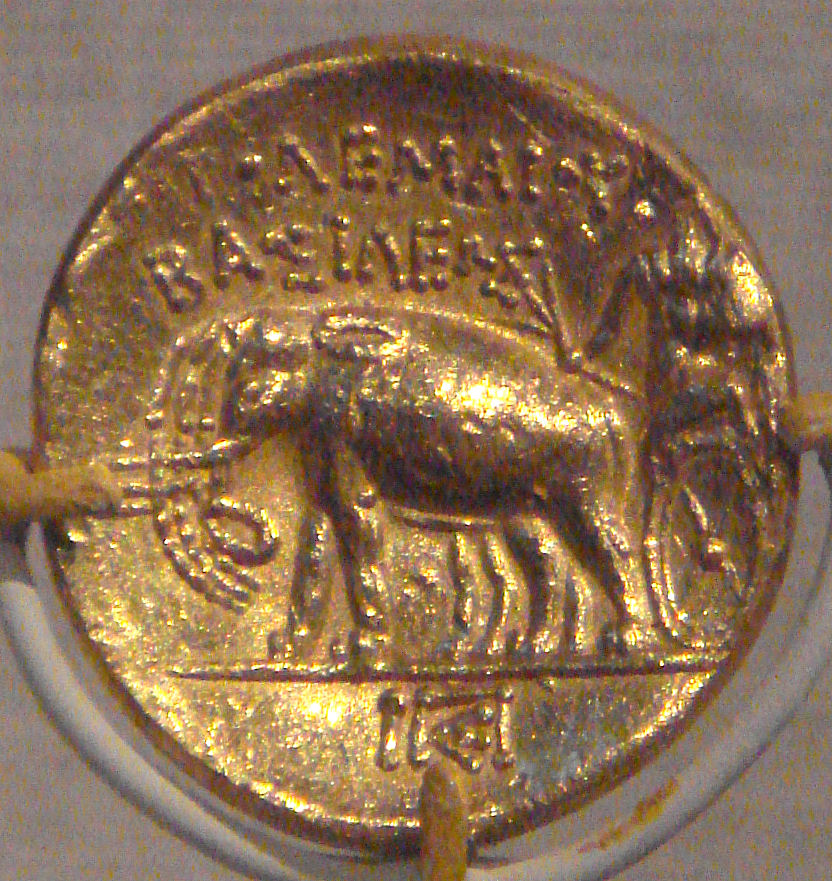
Statère en or de l'époque ptolémaïque sur laquelle on peut observer un quadrige d'éléphants. Découverte en Cyrénaïque.

## Représentations fictives
- Ptolémée est joué par Vergilio Teixeira dans le film Alexandre le Grand datant de 1956 mais également par Robert Earley, Elliot Cowan et Anthony Hopkins dans Alexandre d'Oliver Stone, film de 2004.
- Ptolémée est également interprété par Dino Kelly dans la série télévisée Alexandre le Grand : Au rang des dieux[38].
- Le roman de Lyon Sprague de Camp, Le dieu en bronze de Rhodes présente Ptolémée en tant que personnage mineur. Il apparait également dans le livre d'Harry Turtledove, The Gryphon's Skull.
- Le roman de Duncan Sprott, Les Ptolémées, aborde le fondateur de la dynastie ptolémaïque comme un personnage central.
- Ptolémée apparaît aussi dans les trois romans suivants de Mary Renault : Fire From Heaven, The Persian Boy et Funeral Games. On peut aussi le rencontrer dans son œuvre non romanesque The Nature of Alexander.
- Ptolémée est l'un des personnages mineurs du roman historique Roxana Romance d'A. J. Cave avec l'appellation hellénique de Ptolemaios.